# Guplesjauretje
Guplesjauretje är en sjö i Storumans kommun i Lappland och ingår i Vapstälven-Ranas kustområde.